# The Sky Is Crying
The Sky Is Crying ist ein Bluessong von Elmore James, der sich im Laufe der Jahre zu einem Bluesstandard entwickelt hat. Die Ersteinspielung erreichte den fünfzehnten Platz der Billboard-R&B-Charts 1960. Obwohl Elmore James als einziger Komponist und Texter auf der Platte angeführt ist, wurden im Laufe der Zeit noch andere Namen angegeben, was wohl auf die Tatsache zurückzuführen ist, dass es unzählige Coverversionen gibt. 1991 wurde der Song in die Blues Hall of Fame in der Kategorie „Classics of Blues Recordings“ aufgenommen.

## Text
Im Song klagt ein Liebhaber darüber, dass ihn sein „Baby“ nicht mehr liebt. Er hat sie heute morgen die Straße heruntergehen sehen, worauf es ihm so lange gut ging, bis sein Herz aussetzte und er sich daran erinnerte, dass die Liebe nicht mehr erwidert wird. „Und jetzt weint der Himmel, die Tränen regnen meine Tür herab.“

## Verschiedene Aufnahmen
Der Song wurde oft von anderen Musikern aufgenommen und gehört zu den Bluesstandards. So finden sich im All Music Guide 334 Einträge für den Song.
- 1963 nahm Sonny Boy Williamson II. mit Matt Murphy an der Gitarre eine Version als Countryblues auf.
- 1964 und 1966 veröffentlichten die Yardbirds ihre Versionen (Eric Clapton bzw. Jeff Beck Gitarre).
- 1967 Hound Dog Taylor
- 1969 Albert King auf  Years Gone By (Stax STS-2010). In den folgenden Jahren finden sich noch verschiedene Liveversionen des Songs auf seinen Livealben. Im selben Jahr nahm Luther Allison das Lied für sein erstes Album auf und  Jimi Hendrix, Buddy Miles und Eric Burdon spielten ihn während der „All-Star“-Jam-Session auf dem Newport Pop Festival.
- 1975 spielte Eric Clapton den Song für sein Album There’s One in Every Crowd ein.
- 1977 nahm George Thorogood den Song für sein Album Move It on Over auf, eine Liveversion erschien auf Live Thorogood (1986).
- 1985 nahm Stevie Ray Vaughan den Song auf, veröffentlicht wurde er erst auf dem Album The Sky Is Crying (Epic EK 47390) 1991.
- 1997 findet sich der Song auf Johnny Winter Live in NYC 1997 (pointblank Virgin Records America Inc. 1998)
- 2004 findet sich der Titel auf Etta James’ Grammy-Album Blues to the Bone.

## Weitere Coverversionen
B. B. King, The Allman Brothers Band, Gary Moore, Elvin Bishop, Warren Haynes, Jorma Kaukonen, David Bromberg, Duwayne Burnside, Pepe Ahlqvist, Carl Weathersby, Joe Bonamassa, Dave Alexander, Hank Ballard & The Midnighters, Big Time Sarah, Paul Butterfield, Joanna Connor, Phil Guy, John P. Hammond, Earl Hooker, Jimmy Johnson, Freddie King, Magic Slim, Little Mack Simmons, Johnny Winter

## Stimmen
- Der Blues-Balladen-Klassiker schlechthin: The Sky Is Crying. Epi Schmidt[4]
- It contains some absolute gems "The Sky Is Crying," ...... (Das Album enthält absolute Edelsteine,"The Sky is Crying" ...)
- .... one of the best slow blues ever created. FYE:Blues Rock (...einer der besten Slowblues, der jemals geschrieben wurde.)[5]